# Babakan Pari
Babakan Pari is een bestuurslaag in het regentschap Sukabumi van de provincie West-Java, Indonesië. Babakan Pari telt 6833 inwoners (volkstelling 2010).